# Takebe Kenkō
Pour les articles homonymes, voir Kenko (homonymie).
Takebe Kenkō est un nom japonais traditionnel ; le nom de famille (ou le nom d'école), Takebe, précède donc le prénom (ou le nom d'artiste).
Takebe Katahiro (建部 賢弘, 1664 - 24 août 1739), également appelé Takebe Kenkō, est un mathématicien japonais de l'époque d'Edo.

## Biographie
Takebe est l'étudiant préféré de Seki Takakazu dont il passe pour avoir développé et diffusé l’œuvre. En 1706, il se voit offrir une position au « Ministère des Cérémonies » du shogunat Tokugawa.
En 1719, la nouvelle carte du Japon dressée par Takebe est achevée, et le travail est très apprécié pour sa qualité et ses détails.
Le shogun Yoshimune honore Takebe avec un rang et une position régulièrement rehaussés au sein du shogunat.

## Postérité
Takebe joue un rôle essentiel dans le développement du « Enri » (円理, « Principe du cercle ») - crude analogon au calcul infinitésimal occidental. Il crée également des graphiques pour les fonctions trigonométriques.
Il obtient le développement en série de (arcsin(x))^2 en 1722, 15 ans plus tôt qu'Euler.
Il s'agissait du premier développement en série entière obtenu dans les Wasan. Ce résultat a été conjecturé par le calcul numérique lourd.
Il employait l'extrapolation de Richardson.
Il a également calculé 41 chiffres de {\displaystyle \pi }, calcul basé sur l'approximation en polygone et l'extrapolation de Richardson.

### Prix Takebe
Dans le cadre des célébrations du 50e anniversaire de sa fondation, la société mathématique du Japon créé le prix Takebe et les prix Takebe pour l'encouragement des jeunes qui semblent prometteurs comme mathématiciens.

## Ouvrages (sélection)
Dans un aperçu statistique portant sur les écrits par et sur Takebe Kenkō, l'OCLC/WorldCat recense environ plus de 10 œuvres en plus de 1o publications en 3 langues et plus de 10 fonds de bibliothèque.
- 1683 - Kenki sanpō (研幾算法?) OCLC 22056510086
- 1685 -   Hatsubi sanpō endan genkai' (發微算法演段諺解?) OCLC 22056085721

## Source de la traduction
- (en) Cet article est partiellement ou en totalité issu de l’article de Wikipédia en anglais intitulé « Takebe Kenko » (voir la liste des auteurs).